# Xã Missouri, Quận Brown, Illinois
Xã Missouri (tiếng Anh: Missouri Township) là một xã thuộc quận Brown, tiểu bang Illinois, Hoa Kỳ. Năm 2010, dân số của xã này là 143 người.